# Europaspiele 2019/Teilnehmer (Andorra)
| Gelbes Symbol für Goldmedaillen mit stilisierten Olympischen Ringen | Graues Symbol für Silbermedaillen mit stilisierten Olympischen Ringen | Braundes Symbol für Bronzemedaillen mit stilisierten Olympischen Ringen |
| ------------------------------------------------------------------- | --------------------------------------------------------------------- | ----------------------------------------------------------------------- |
| —                                                                   | —                                                                     | —                                                                       |

Andorra nahm mit zwölf Athleten (7 Männer, 5 Frauen) an den Europaspielen 2019 vom 21. bis 30. Juni 2019 in Minsk teil.

## Teilnehmer nach Sportarten

### Basketball (3x3)
| Athleten                                                                           | Gruppenphase                                  | Achtelfinale  | Achtelfinale  | Viertelfinale | Viertelfinale | Halbfinale    | Halbfinale    | Finale/Spiel um Bronze | Finale/Spiel um Bronze | Rang          |
| Athleten                                                                           | Gruppenphase                                  | Gegner        | Ergebnis      | Gegner        | Ergebnis      | Gegner        | Ergebnis      | Gegner                 | Ergebnis               | Rang          |
| ---------------------------------------------------------------------------------- | --------------------------------------------- | ------------- | ------------- | ------------- | ------------- | ------------- | ------------- | ---------------------- | ---------------------- | ------------- |
| Frauen                                                                             |                                               |               |               |               |               |               |               |                        |                        |               |
| Alba Pla Marsinach Claudia Brunet Solano Christina Andres Rabasa Anna Mana Buscall | Frankreich 9:20 Niederlande 7:16 Schweiz 5:18 | ausgeschieden | ausgeschieden | ausgeschieden | ausgeschieden | ausgeschieden | ausgeschieden | ausgeschieden          | ausgeschieden          | ausgeschieden |
| Männer                                                                             |                                               |               |               |               |               |               |               |                        |                        |               |
| Oriol Fernandez Hugo Schneider Bartolome Cinto Gabriel Alexis Bartolome Frases     | Serbien 8:22 Rumänien 19:21 Polen 12:21       | ausgeschieden | ausgeschieden | ausgeschieden | ausgeschieden | ausgeschieden | ausgeschieden | ausgeschieden          | ausgeschieden          | ausgeschieden |

### Judo
| Athleten             | Wettbewerb                | 1. Runde (64er) | 1. Runde (64er) | 2. Runde (32er) | 2. Runde (32er) | Achtelfinale  | Achtelfinale  | Viertelfinale | Viertelfinale | Halbfinale    | Halbfinale    | Finale        | Finale        | Rang |
| Athleten             | Wettbewerb                | Gegner          | Ergebnis        | Gegner          | Ergebnis        | Gegner        | Ergebnis      | Gegner        | Ergebnis      | Gegner        | Ergebnis      | Gegner        | Ergebnis      | Rang |
| -------------------- | ------------------------- | --------------- | --------------- | --------------- | --------------- | ------------- | ------------- | ------------- | ------------- | ------------- | ------------- | ------------- | ------------- | ---- |
| Männer               |                           |                 |                 |                 |                 |               |               |               |               |               |               |               |               |      |
| Fabian Ramos Martins | Leichtgewicht (bis 73 kg) | Alexandru Raicu | 0:10            | ausgeschieden   | ausgeschieden   | ausgeschieden | ausgeschieden | ausgeschieden | ausgeschieden | ausgeschieden | ausgeschieden | ausgeschieden | ausgeschieden | 65   |

### Karate

#### Kata
| Athleten       | Wettbewerb | Vorrunde | Vorrunde | Platzierungsrunde | Platzierungsrunde | Finale        | Finale        | Rang |
| Athleten       | Wettbewerb | Punkte   | Rang     | Punkte            | Rang              | Gegner        | Ergebnis      | Rang |
| -------------- | ---------- | -------- | -------- | ----------------- | ----------------- | ------------- | ------------- | ---- |
| Männer         |            |          |          |                   |                   |               |               |      |
| Silvio Moreira | Kata       | 19,92    | 4        | ausgeschieden     | ausgeschieden     | ausgeschieden | ausgeschieden | 8    |

### Radsport

#### Straße
| Athleten             | Wettbewerb    | Zeit | Rang |
| -------------------- | ------------- | ---- | ---- |
| Männer               |               |      |      |
| Samuel Ponce Alvarez | Straßenrennen | DNF  | -    |

### Schießen
| Athleten         | Wettbewerb      | Qualifikation  | Qualifikation | Finale         | Finale        | Rang |
| Athleten         | Wettbewerb      | Ringe/Scheiben | Rang          | Ringe/Scheiben | Rang          | Rang |
| ---------------- | --------------- | -------------- | ------------- | -------------- | ------------- | ---- |
| Frauen           |                 |                |               |                |               |      |
| Alvina Barrugues | 10 m Luftgewehr | DNS            | DNS           | ausgeschieden  | ausgeschieden | -    |